# A Boy and His Blob
Pour le jeu vidéo sur NES, voir A Boy and His Blob: Trouble on Blobolonia.
A Boy and His Blob est un jeu vidéo de plates-formes et de réflexion développé par WayForward et édité par Majesco Entertainment, sorti à partir de 2009 sur Wii, Xbox Live Arcade (Xbox One), PlayStation Network (PlayStation 4, PlayStation Vita, PlayStation 3), Windows, Mac OS, Linux, iOS et Android.

## Accueil
- Jeuxvideo.com : 16/20 (Wii)[1]